# جمباز إيقاعي

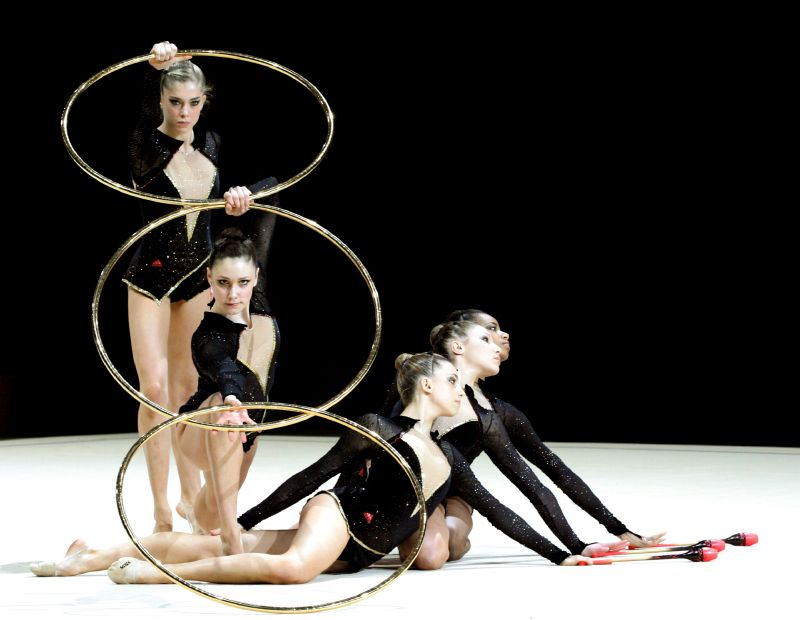
جمباز إيقاعي

الجمباز الأرضي ، هو نوع خاص من منافسات الجمباز مخصص للسيدات فقط، تقوم فيه اللاعبة بأداء حركات إيقاعية بشكل جمالي رشيق على أنغام الموسيقى وهي تحمل أداة في يدها، وقد تكون هذه كرة أو صولجان أو طوق أو شريط أو حبل.
تتم الحركات تحت أنظار الحكام الذين يقيمون أداء اللاعبة، ويقررون النقاط التي تحصل عليها، ويتم تقييم اللاعبات بناء على رشاقة وصعوبة الحركات التي تقوم بها، متضمنة مهارة إطلاق والتقاط الأداة، وتناغم جسدها مع الموسيقى المختارة.
- يؤدى الجمباز الإيقاعي على بساط شبيه بذلك المستخدم في الحركات الأرضية مساحته 12م².
- يصاحب أداء اللاعبة قطعة موسيقية
- تستغرق الحركات بين 60 و90 ثانية.
- تم اعتماد نظام جديد لاحتساب النقاط ابتداء من العام 2001، بعدما كان بالطريقة نفسها التي يعمل بها في الجمباز الفني، أي أن العلامة الكاملة كانت عشر نقاط، وأصبحت بعد هذا التعديل عشرين نقطة.
- يتكون كل فريق خلال بطولات الجمباز الإيقاعي من خمس لاعبات. تقوم كل لاعبة باختيار ثلاث أدوات من أصل أربعة (الحبل، الكرة، الشريط، أو شخص

) كحد أدنى، على أن يكون مجموع التمارين لدى كل فريق 12 تمرينا.
- وسوف يتم اختيار أفضل 24 لاعبة، بعد تصفيتهم بحسب عدد النقاط التي سيحصلن عليها، على أن لا يتعدى عدد اللاعبات المتأهلات من كل فريق اللاعبتان، ثم يتم في المرحلة التالية اختيار اللاعبة الفائزة.

## التسمية
الجمباز وهي الترجمة العربية لكلمة «جيمناستيكس» (Gymnastics)، المستخلصة من كلمة «جيمنوز» من اللغة اليونانية القديمة، ومعناها «الفن العاري»

## تاريخ اللعبة

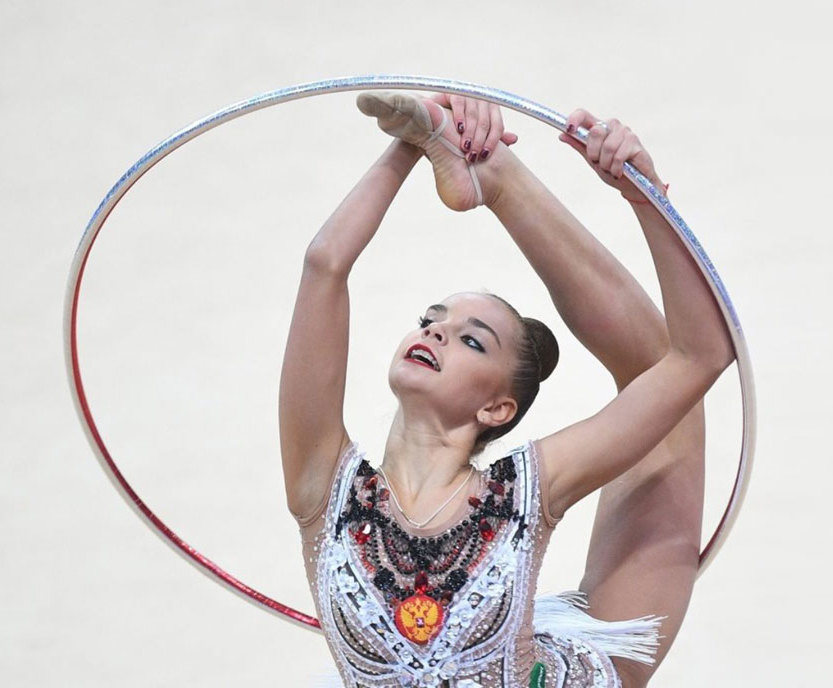
لاعبة الجمباز الإيقاعي الروسية دينا أفرينا في عام 2017

يعود تاريخ الجمباز إلى أربعة آلاف سنة خلت؛ ويذكر بعض المؤرخين أنه مستوحى من البهلوانات في مصر القديمة، الذين كانوا يقفزون ويتشقلبون ويقومون بحركات تحتاج للياقة بدنية كبيرة، وقد أوضحت بعض الرسوم والنقوش الموجودة على جدران الأهرامات والمقابر المكتشفة ذلك.
وقد مارس الرجال والسيدات لدى الإغريق الرياضة على أنواعها ومن بينها الجمباز الذي أصبح جزءاً من ألعابهم الأولمبية.
ولد الجمباز الإيقاعي عبر جمع النظام الألماني في لعب الحركات الأرضية، واستخدام القدرة الجسدية واللياقة البدنية، والنظام السويدي للتمارين الحرة المصاحبة للإيقاع. وقد ظهر للمرة الأولى في العام 1940 بشكل رسمي في الاتحاد السوفياتي، خلال إحدى البطولات الرياضية، وكان عبارة عن خليط بين الرياضة ورقص الباليه الكلاسيكي.
بعد ذلك ضُم الجمباز الإيقاعي إلى الاتحاد الدولي للجمباز في العام 1962، وأقيمت أول بطولة للعالم في العام 1964.
وجمباز السيدات يستخدم أنواعاً مختلفة من الموسيقى الإيقاعية، بشكل يسمح للاعبة أن تظهر مهارتها بالرقص ولياقتها ورشاقة حركاتها، وتمكنها من جمع كل ذلك خلال ثوان معدودات.
وعلى الرغم من أن هذه اللعبة مخصصة للسيدات، إلا أن عدداً من الدول، جعلها أيضاً رياضة رجالية، لكن بمعايير مختلفة.
وقد اعتمدت أربع فئات من الجمباز الإيقاعي في برنامج دورة الألعاب الآسيوية الخامسة عشرة في العاصمة القطرية الدوحة، وهي الحبل، الكرة، الشريط، والسوط.
دخلت مسابقة الجمباز الإيقاعي ضمن الألعاب الأولمبية الصيفية في دورة لوس أنجلوس عام 1984.